# أمريكا لا تستطيع أن تفعل شيئا ضدنا

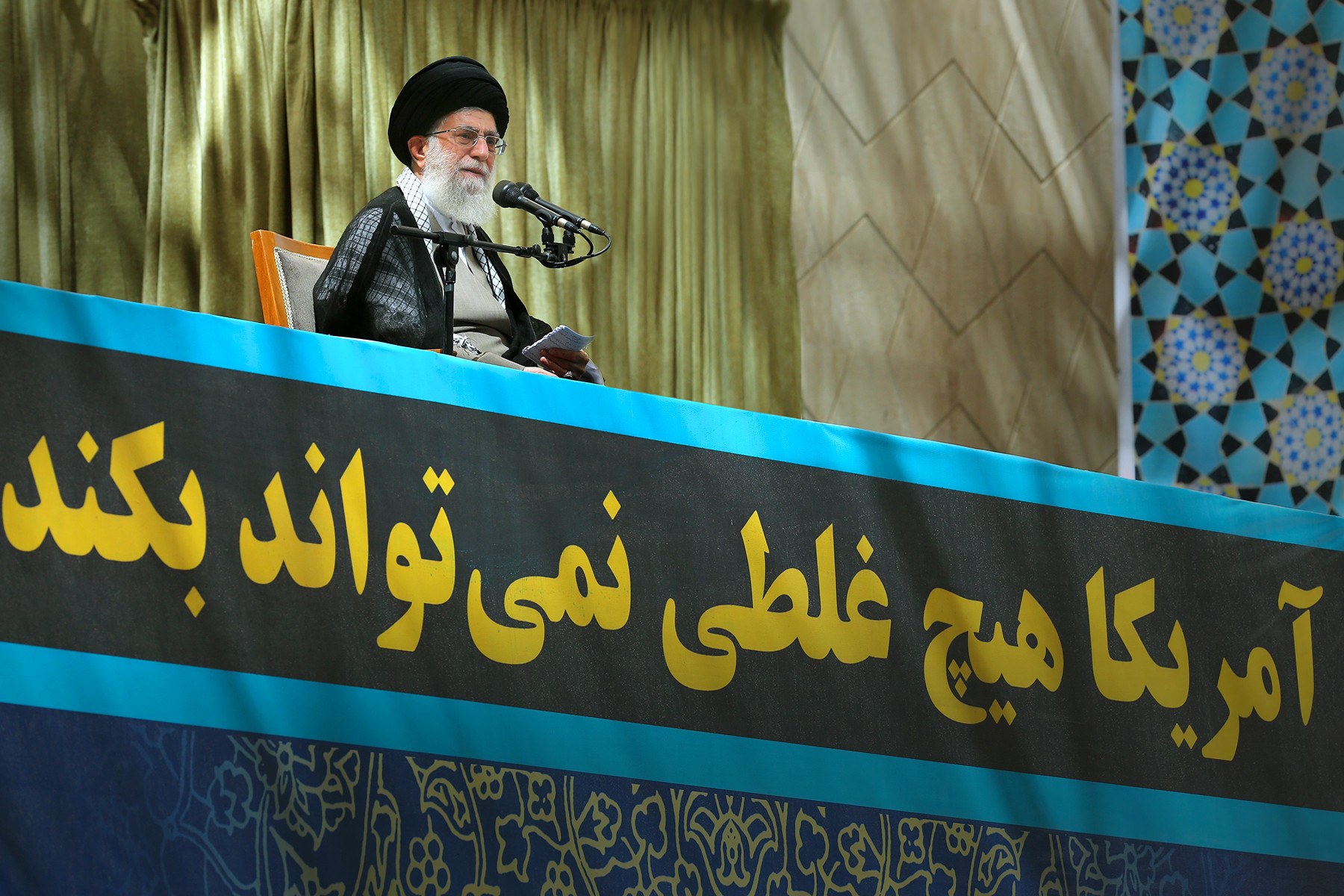
يمكن رؤية الشعار في أسفل موقف خطاب علي خامنئي في الذكرى الخامسة والعشرين لوفاة روح الله الخميني في ضريحه ، 4 يونيو 2014.

أمريكا لا تستطيع أن تفعل شيئا ضدنا ((بالفارسية: آمریکا هیچ غلطی نمی‌تواند بکند)) هو شعار استخدمه في الأصل المرشد الأعلى السابق لإيران، روح الله الخميني أثناء أزمة الرهائن الإيرانية،  ولأول مرة لطمأنة الإيرانيين بأن الولايات المتحدة لن تكون قادرة على استعادة شاه إيران المخلوع. على العرش الفارسي. ثم تحول البيان إلى شعار غير رسمي للثورة الإيرانية التي أدت إلى قيام جمهورية إسلامية في ظل حكم الخميني.

## تطبيق
استجابة لطلب إيران تسليم شاه إيران محمد رضا بهلوي، قدم رئيس الولايات المتحدة، جيمي كارتر، خطط سفر الشاه إلى بنما. من خلال القيام بذلك ، سعى كارتر إلى إلغاء إمكانية التسليم مقابل الرهائن الذين احتجزتهم إيران الثورية لمدة 444 يومًا (4 نوفمبر 1979 ، إلى 20 يناير 1981) بعد مجموعة من الطلاب الثوريين الإيرانيين المنتسبين إلى الطالب المسلم. اقتحم أتباع خط الإمام سفارة الولايات المتحدة الأمريكية في طهران ودخلوها ، واحتجزوا موظفيها الدبلوماسيين كرهائن. كان هذا بدوره ردًا على عرض الولايات المتحدة حق اللجوء السياسي للشاه. بعد أسبوع من الحادث، صادرت الولايات المتحدة الأوراق المالية الإيرانية. ومع ذلك، وعلى الرغم مما اعتبرته إيران تهديدات دولية، لا يزال هناك احتمال إجراء محاكمات للجواسيس الأمريكيين المزعومين، ورد فعل الخميني على تهديد كارتر.  تنشره وسائل الإعلام الدولية بانتظام، كان شعار «أمريكا لا تستطيع أن تفعل شيئًا ضدنا».
وظهر الشعار على العديد من الجدران واللافتات مثل لوحة إعلانية على طول الحدود الإيرانية العراقية، ولافتة معلقة أمام طائرة بدون طيار أمريكية من طراز RQ-170 .
كما استخدم الشعار علي خامنئي، خليفة الخميني،  أو ألمح إليه في شكل متنوع. كما تم استخدامه من قبل بعض المسؤولين الإيرانيين الآخرين.